# Культурная дипломатия
Культурная дипломатия — вид публичной дипломатии и неотъемлемая часть политики «мягкой силы», включающая в себя «обмен идеями, информацией, произведениями искусства и другими компонентами культуры между государствами и населяющими их народами с целью укрепления взаимопонимания».
Задача культурной дипломатии заключается в укреплении отношений, повышении социально-культурного сотрудничества, продвижении национальных интересов. Хотя часто и упускается из виду, но культурная дипломатия играет важную роль в достижении целей национальной безопасности.

## Определение
Культура представляет собой совокупность ценностей, которые создают смысловое наполнение для общества, включающая в себя как «высокую» (литература, искусство, образование), так и массовую культуру. Именно эти направления государства стремятся демонстрировать зарубежной аудитории в процессе культурной дипломатии. Культурная дипломатия является основной составляющей публичной дипломатии, которая означает информирование международной общественности, поддержание и развитие контактов с другими народами в сфере образования и культуры, нацеленное на создание привлекательного образа страны за рубежом. Акторами публичной дипломатии выступают как профессиональные дипломаты, так и неправительственные организации. В целом, на данный момент среди исследователей нет единства относительно определения культурной дипломатии, которую понимают по-разному. Такая ситуация, по словам Б. Х. Бахриева, приводит к путанице, порождая вариативность подходов к определению границ культурной дипломатии на практике. Некоторые исследователи рассматривают культурную
дипломатию как одно из ключевых направлений публичной дипломатии государства, другие же подчеркивают её «независимость», утверждая, что польза от культурных программ для государства будет выше, если оно не связывает их с задачами своей внешней политики в рамках политикоориентированной публичной дипломатии.
В условиях глобализации взаимозависимого мира, в котором распространение технологий массовой коммуникации обеспечивает упрощение общения людей из разных стран, культурная дипломатия является критически важным аспектом для обеспечения мира и стабильности. Культурная дипломатия, при её успешной реализации, обладает уникальной способностью воздействовать на мировое общественное мнение и идеологии людей, сообществ, культур или народов, создавая прочный фундамент, позволяющий государству отстаивать и продвигать свои национальные интересы на мировой арене.

## История
Культурная дипломатия существует на практике уже на протяжении столетий и на сегодняшний день является динамичной и инновационной областью научных исследований.
В то время как термин «культурная дипломатия» появился сравнительно недавно, на практике она применялась на протяжении всей истории человечества, о чём свидетельствуют исследователи, путешественники, торговцы, учителя и художники, которые могут рассматриваться как примеры «неофициальных послов» или «культурных дипломатов» (например, установление постоянных торговых путей позволяет осуществлять обмен информацией между торговцами и представителями правительства). Такого рода культурный обмен может быть определён как ранние примеры культурной дипломатии.

## Цель культурной дипломатии
В конечном счёте целью культурной дипломатии является оказание влияния на уровень и характер контактов с зарубежными странами и систему международных отношений в целом. Культурная дипломатия стремится использовать элементы культуры, чтобы:
- создать позитивный взгляд иностранцев на население страны, культуру и политику;
- стимулировать расширение сотрудничества между странами;
- изменить политическую среду страны;
- защитить национальные интересы;
- предотвращать, регулировать и смягчать последствия конфликтов между странами.

В свою очередь, культурная дипломатия может помочь странам лучше понять чужой народ, что ведет к укреплению взаимопонимания. Культурная дипломатия — это способ ведения международных отношений. Программы культурного обмена способствуют формированию позитивного облика страны за рубежом посредством передачи культурных ценностей другим народам, а также осуществлению процесса кросс-культурных коммуникаций.

## Культурная дипломатия инациональная безопасность
В первую очередь культурная дипломатия является проявлением национальной силы, поскольку демонстрирует иностранной аудитории все аспекты культуры, в том числе благосостояние государства, научно-технический прогресс, конкурентоспособность, начиная от спорта и заканчивая военной мощью. Для достижения традиционных целей войны культурная дипломатия может использовать в качестве инструмента политической борьбы, а также средства информационного и психологического воздействия, пропаганду по формированию позитивного облика страны.
С точки зрения политики, которая поддерживает цели национальной безопасности, информационная революция создает все более тесно взаимосвязанный мир, в котором общественное восприятие ценностей может формировать благоприятные или неблагоприятные обстоятельства в поисках международной поддержки. Борьба за то, чтобы оказывать влияние на главные международные события, все больше связана с победой в информационной борьбе. Культурная дипломатия может создать среду, в которой страна сможет формулировать свои действия в положительном свете.
Культурная дипломатия может использоваться, чтобы лучше понимать намерения и возможности иностранного государства, а также для противодействия враждебной пропаганде и сборе разведданных.

## Инструменты
Культурная дипломатия может использовать все аспекты национальной культуры. К ним относятся:
- Искусство, включая кино, музыку, живопись и т. д.;
- Выставки, которые дают возможность продемонстрировать многочисленные объекты культуры;
- Образовательные программы, такие как изучение языковые за рубежом;
- Обмен научными, образовательными и иными достижениями;
- Литература (перевод популярных произведений);
- Трансляция новостных и культурных программ;
- Религия, включая межрелигиозный диалог;
- Пропаганда идей социальной политики.

Все эти инструменты содействуют пониманию национальной культуры страны иностранной аудиторией и достижению внешнеполитических целей государства посредством развития международного культурного сотрудничества. Они могут быть также использованы НПО, диаспорами и политическими партиями за рубежом. Эти инструменты, как правило, не создается государством, а порождаются культурой. Тем не менее, именно правительства способствуют популяризации культурных достояний за границей.

## Проблемы культурной дипломатии
Культурная дипломатия ставит перед государством ряд уникальных проблем. Правительства зачастую не выпускают фильмы, книги, музыку, телевизионные программы, которые рассчитаны на иностранную аудиторию. Самое большое, что может сделать государство, — это создать мост для донесения культурных ценностей страны до массовой аудитории за рубежом. Для осуществления эффективной культурной дипломатии необходима готовность к межкультурному диалогу, а также толерантность к представителям иных культур.
В эпоху глобализации странам необходимо осуществлять контроль над потоками информации и коммуникационными технологиями, чтобы отстаивать свои интересы на международной арене. В современном обществе, ориентированном на свободный рынок, государствам сложно контролировать основную часть информационных потоков. Однако, чтобы защитить культурный экспорт, страны могут использовать торговые соглашения или полученный доступ к иностранным телекоммуникационным сетям.

## Терминология
Рассматривая теоретические основы культурной дипломатии, необходимо поднять вопрос терминологии. Так, например, во Франции употребляются сразу несколько терминов: «action culturelle exterieure» (внешняя культурная деятельность), «politique culturelle exterieure» (внешняя культурная политика), «рolitique culturelle internationale» (международная культурная политика), «diplomatie culturelle» (культурная дипломатия). Англо-американские политики и ученые используют термины «культурная дипломатия» или «публичная дипломатия». Для Китая более характерен термин «народная дипломатия». В свою очередь немецкие ученые вовсе отказываются применять термин «культурная дипломатия», поскольку, по их мнению, на достижение политических задач и пропагандистских целей может быть направлена исключительно внешняя культурная политика. В российской науке идут дискуссии относительно тождественности понятий «культурная дипломатии» и «внешняя культурная политика». Подобная неопределённая ситуация во многом возникает из-за того, что законодательно эти термины в России никак не определены и не разграничены.